# 賈湖契刻文字

賈湖契刻文字の例

賈湖契刻文字（かこけいこくもじ、中国語: 贾湖契刻符号）は、中国河南省漯河市舞陽県北舞渡鎮賈湖村の賈湖遺跡（新石器時代の裴李崗文化の遺跡）で発掘された先史時代の甲羅に刻まれている16の記号（シンボル）のことである。
年代はおよそ紀元前6600年。この印は甲骨文字と関係する文字体系であると信じている考古学者もいるが（たとえば「目」や「曰」に似た印がある）、これらの記号が原文字（何らかの文字の前身）であるということを疑う者もいる。